# Pfarrkirche Glödnitz

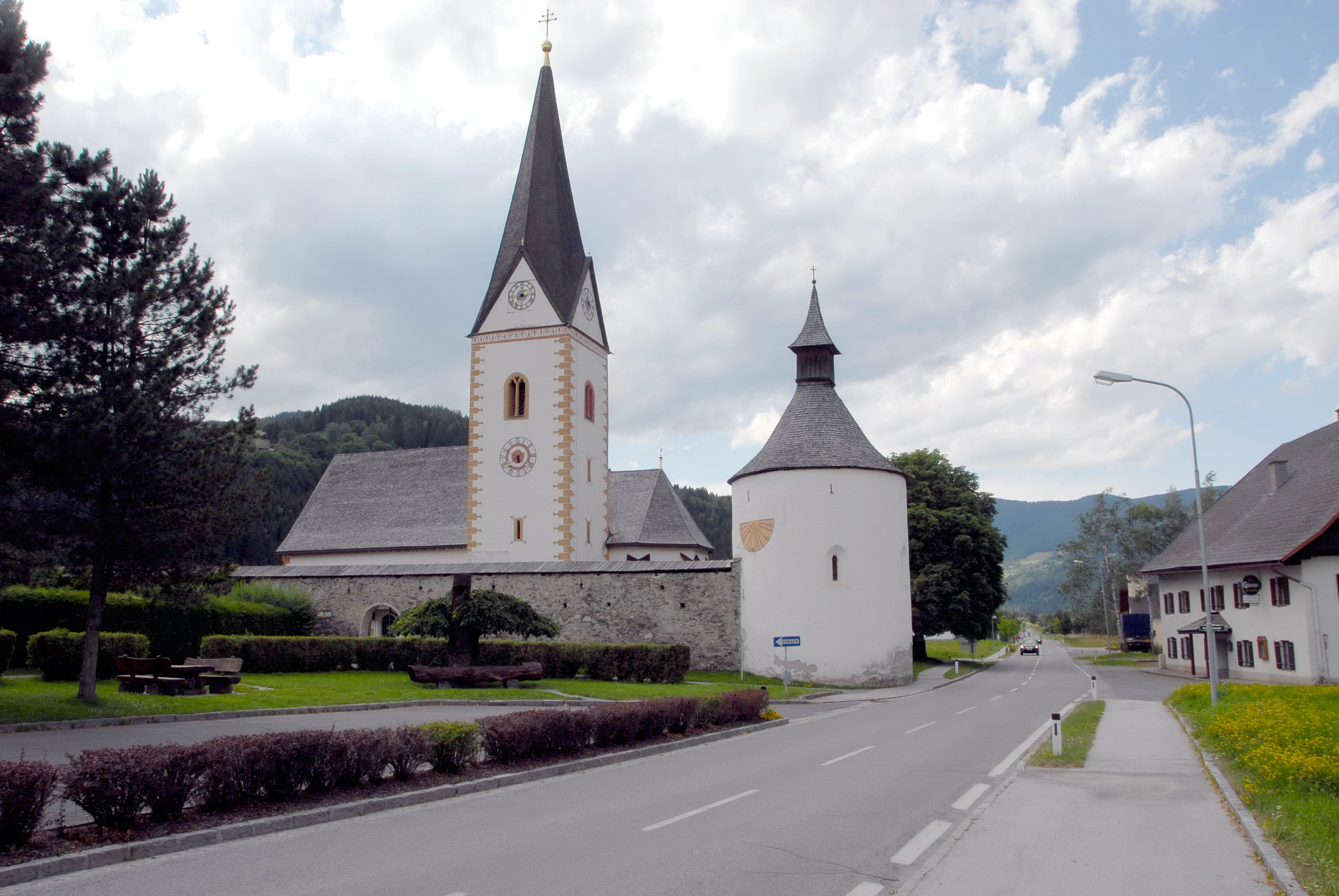

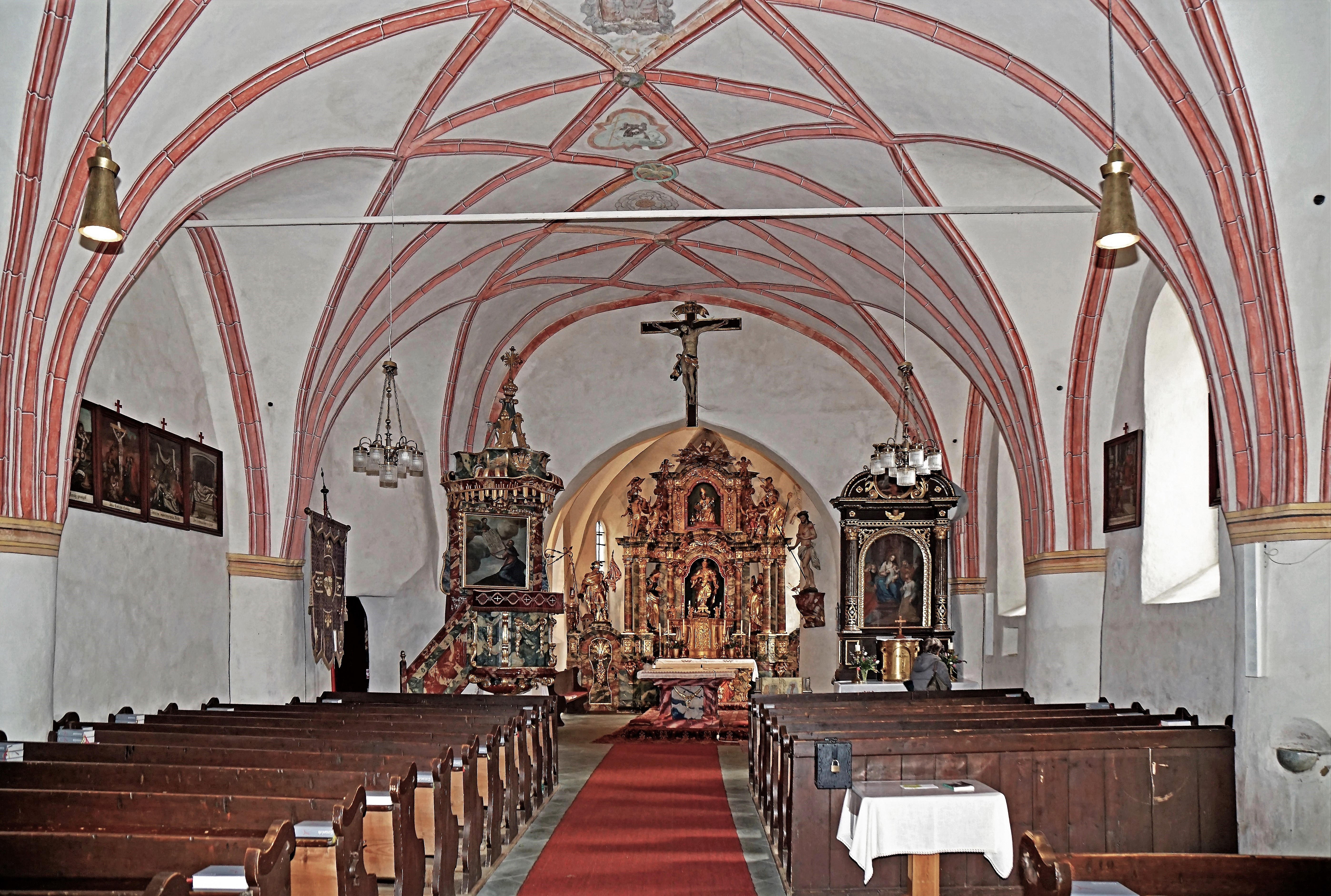
Innenansicht

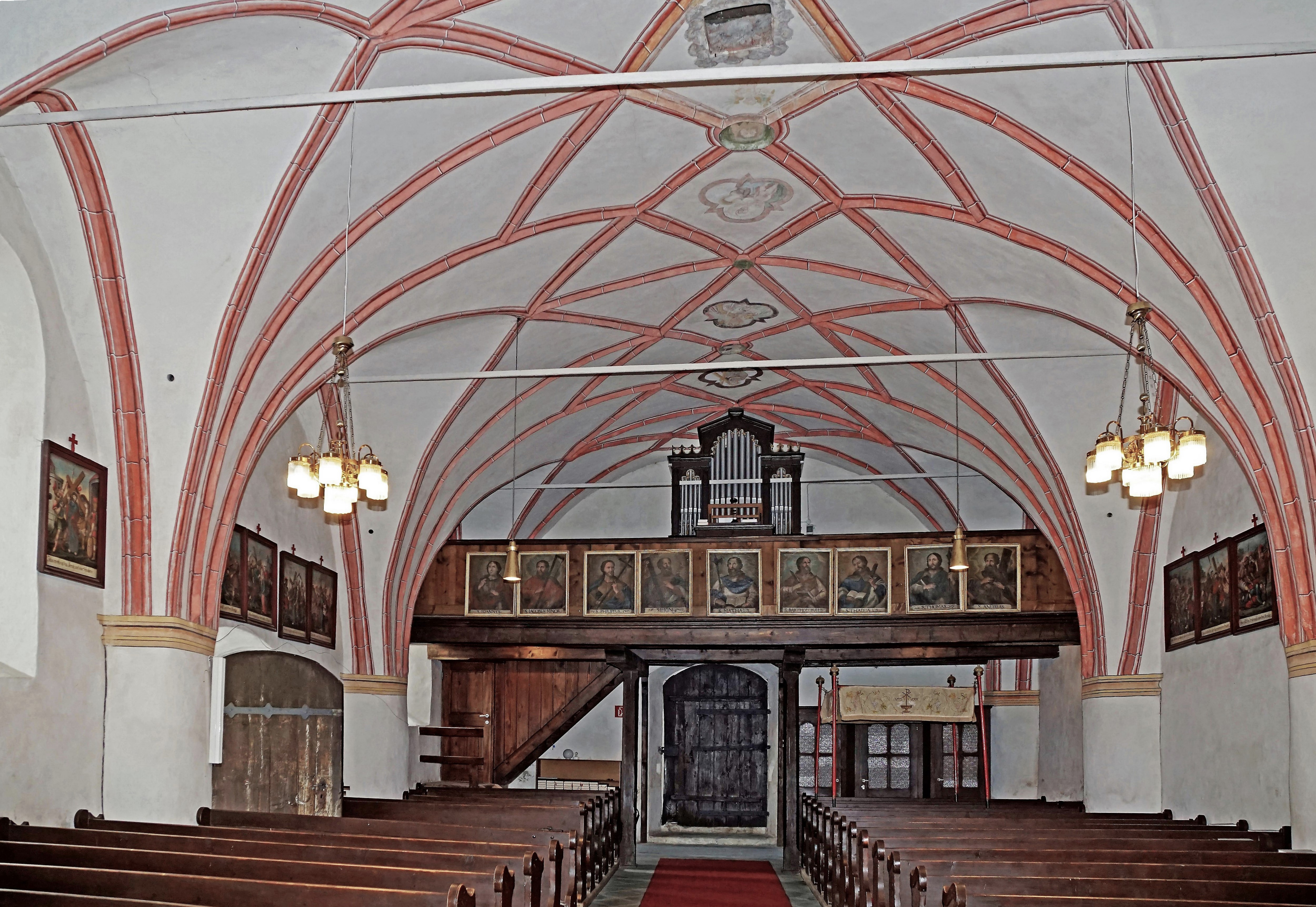
Innenansicht zur Orgelempore

Die Pfarrkirche Glödnitz ist eine römisch-katholische Kirche der Diözese Gurk. Sie ist der heiligen Margareta geweiht und steht im Ort Glödnitz in Kärnten. Das Kirchengebäude steht unter Denkmalschutz (Listeneintrag), der Karner (Listeneintrag) und die Wehrmauer (Listeneintrag) stehen ebenfalls unter Denkmalschutz.

## Geschichte
Eine Michaelskapelle in Glödnitz fand 1043 als Eigenkirche der Hemma von Gurk Erwähnung. 1370 wurde das Patrozinium der heiligen Margaretha für Glödnitz erstmals genannt. Seit 1393 ist Glödnitz eine eigenständige Pfarre. Zur Pfarre Glödnitz gehört auch die Filialkirche Flattnitz.

## Bauwerk
Die Kirche ist von einem annähernd quadratischen Wehrkirchhof umgeben. In der hohen Wehrmauer aus dem letzten Drittel des 15. Jahrhunderts haben sich zahlreiche Schießscharten und Balkenlöcher des ehemaligen Wehrganges erhalten. Ein Rundkarner ist als Eckturm im Südosten in die Wehrmauer einbezogen.
Das Langhaus stammt im Kern aus der Romanik. In der nördlichen, vom Chor aus zugängigen Kapelle ist möglicherweise noch das Mauerwerk der ursprünglichen Michaelskapelle erhalten.
Der von Strebepfeilern gestützte, gotische Chor wurde um 1360/70 errichtet. Aus derselben Zeit stammt der Turm an der Chorsüdseite mit einem gotischen Schallfenster im Osten und einem achtseitigen Spitzhelm. Gotische Freskomalerei an der Westseite des Turmerdgeschoßes zeigt Marias Tod und Jesus am Ölberg. Die älteste Glocke wurde vermutlich 1448 gegossen, eine zweite 1504 von Peter Pfinzing und eine dritte 1641 von Georg Viering.
Im ursprünglich flach gedeckten Langhaus wurde in der ersten Hälfte des 16. Jahrhunderts ein vierjochiges, spätgotisches Netzgratgewölbe auf eingezogenen Pfeilern errichtet. Ein spitzbogiger Triumphbogen verbindet das Langhaus und den einjochigen Chor mit Fünfachtelschluss und schmalen spitzbogigen Fenstern. Die Sakristei befindet sich im Turmerdgeschoß.

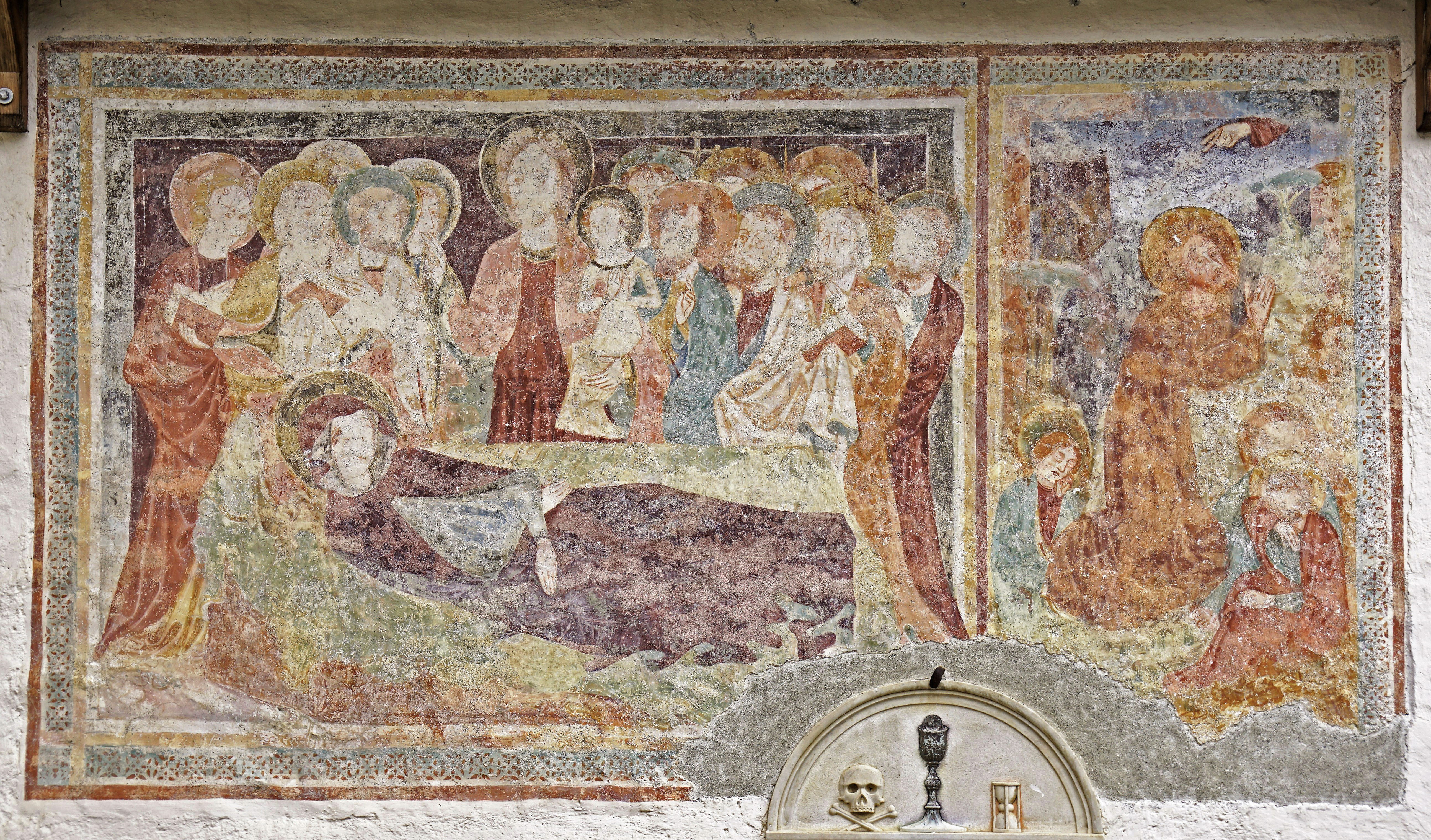
Fresko am Turmerdgeschoß

## Wandmalereien
1993 wurden die figural bemalten Dreipassformen im Gewölbe des Langhauses freigelegt. Die in Al-Secco-Technik ausgeführten Malereien im Scheitel des Langhausgewölbe stellen die Heiligen Andreas, Martin, Margareta sowie Anna selbdritt dar. Die Raumfassung von 1600 wurde wieder hergestellt.

## Einrichtung

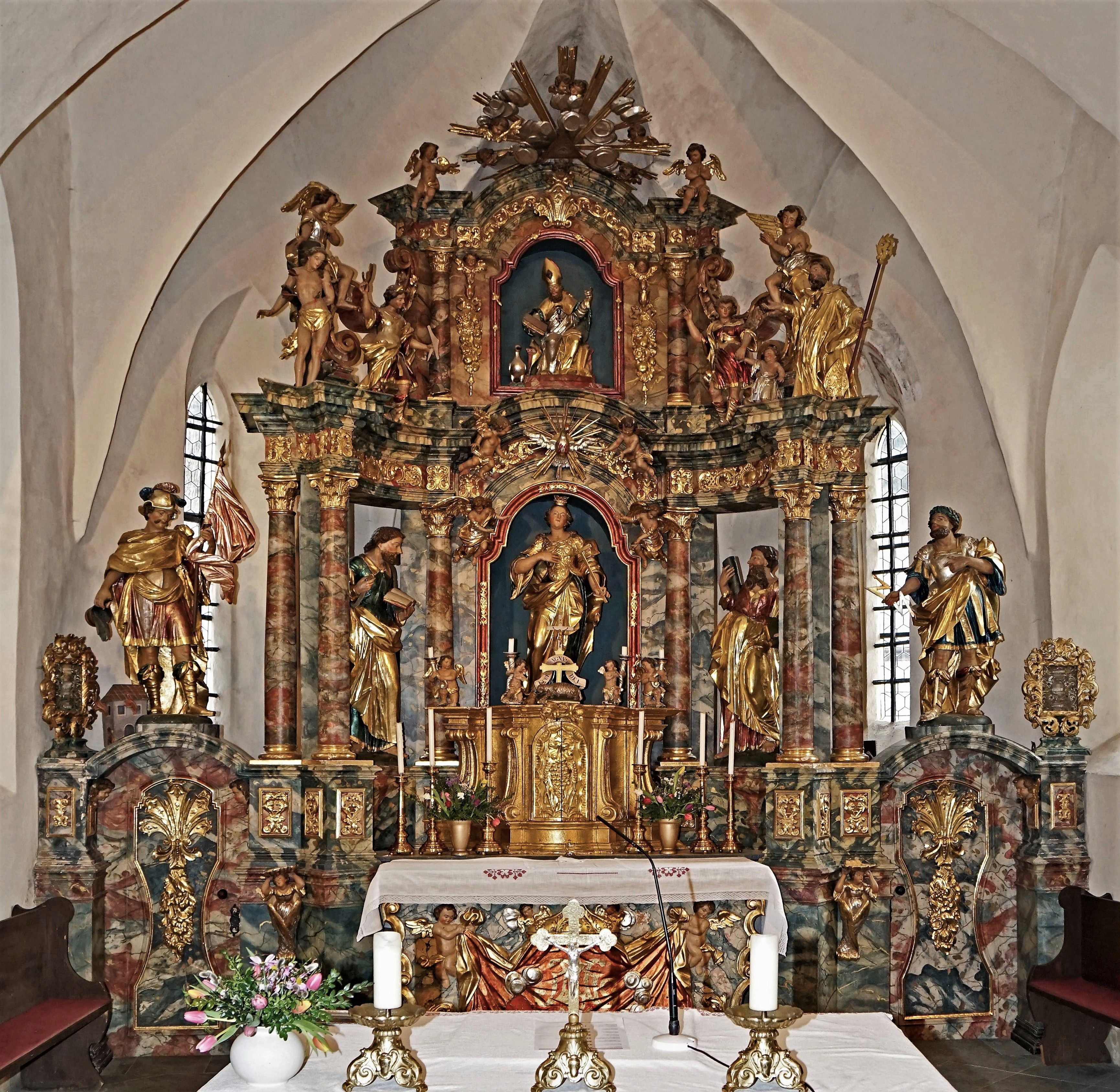
Der Hochaltar

Der Hochaltar von 1742 ist ein barocker Opfergangsaltar mit geschlossener Mitte und seitlich vorspringender Säulenarchitektur. Die Tischlerarbeiten führte Jörg Mäglär aus Glödnitz aus, die Vergoldungsarbeiten stammen von Anton Valentin Karcher. Im Schrein steht eine Schnitzfigur der heiligen Margareta, flankiert von den Figuren der heiligen Bartholomäus, Andreas, Florian und Donatus. Im Aufsatz steht die Skulptur des heiligen Martin.
Der um 1640 gefertigte Seitenaltar besteht aus einer zweisäuligen Ädikula auf einem hohen Sockel und einer kleinen Knorpelwerkskartusche im gesprengten Segmentgiebel. Das Hauptbild zeigt Maria mit Kind, das Aufsatzbild den Engelssturz.
Der Altar in der nördlichen Seitenkapelle entstand in der zweiten Hälfte des 18. Jahrhunderts und zeigt am Altarblatt die Kreuzigung.
An der Rückwand der barocken Kanzel aus der Mitte des 18. Jahrhunderts ist die Übergabe der Gesetzestafel an Mose dargestellt.
Zur weiteren Einrichtung zählen ein barockes Kruzifix, am Triumphbogen die um 1840 gemalten Kreuzwegbilder, neun Apostelbilder an der hölzernen Westempore, die Konsolstatue eines Ecce homo und ein achteckiger, gotischer Taufstein.

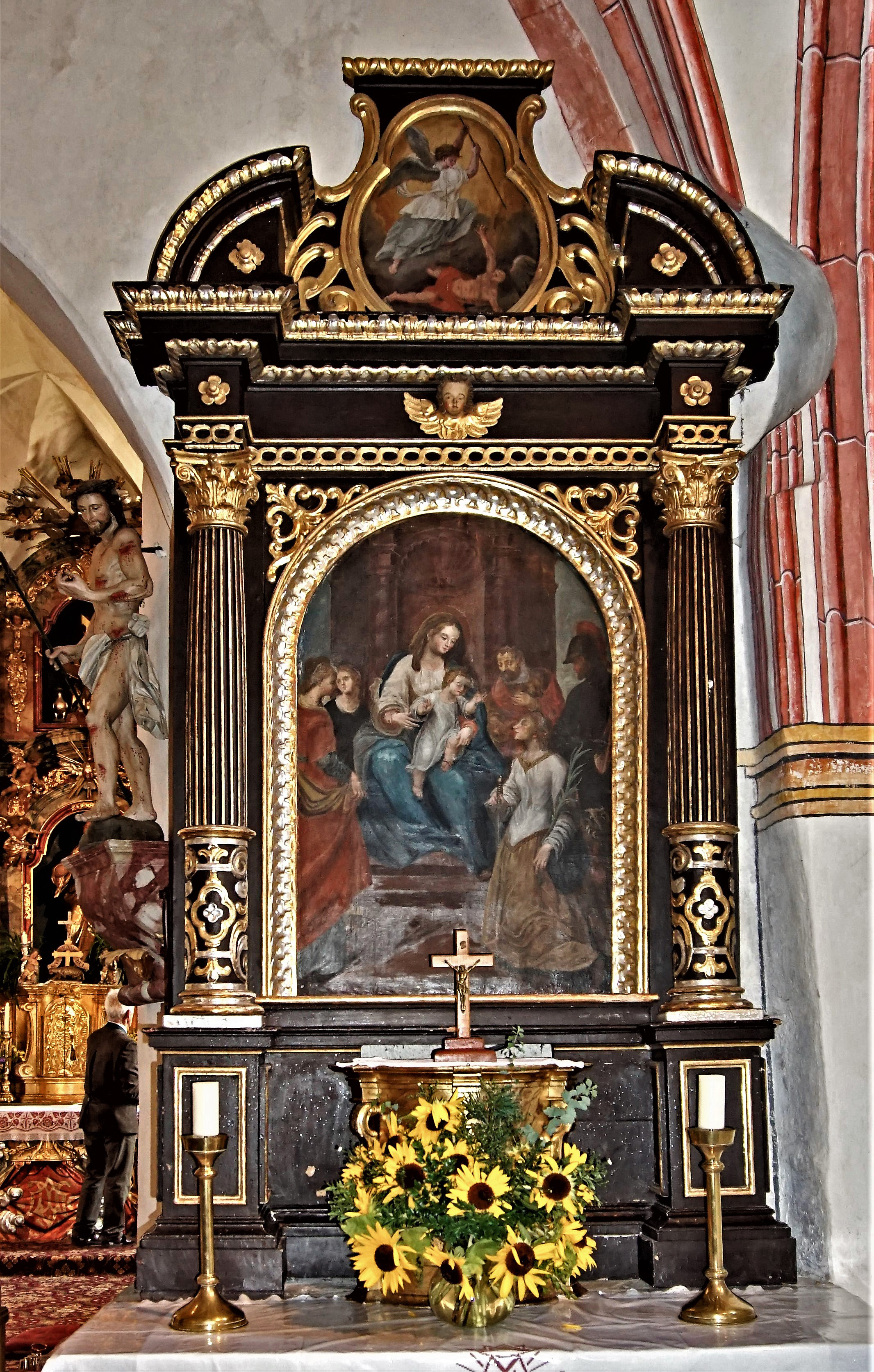
Seitenaltar
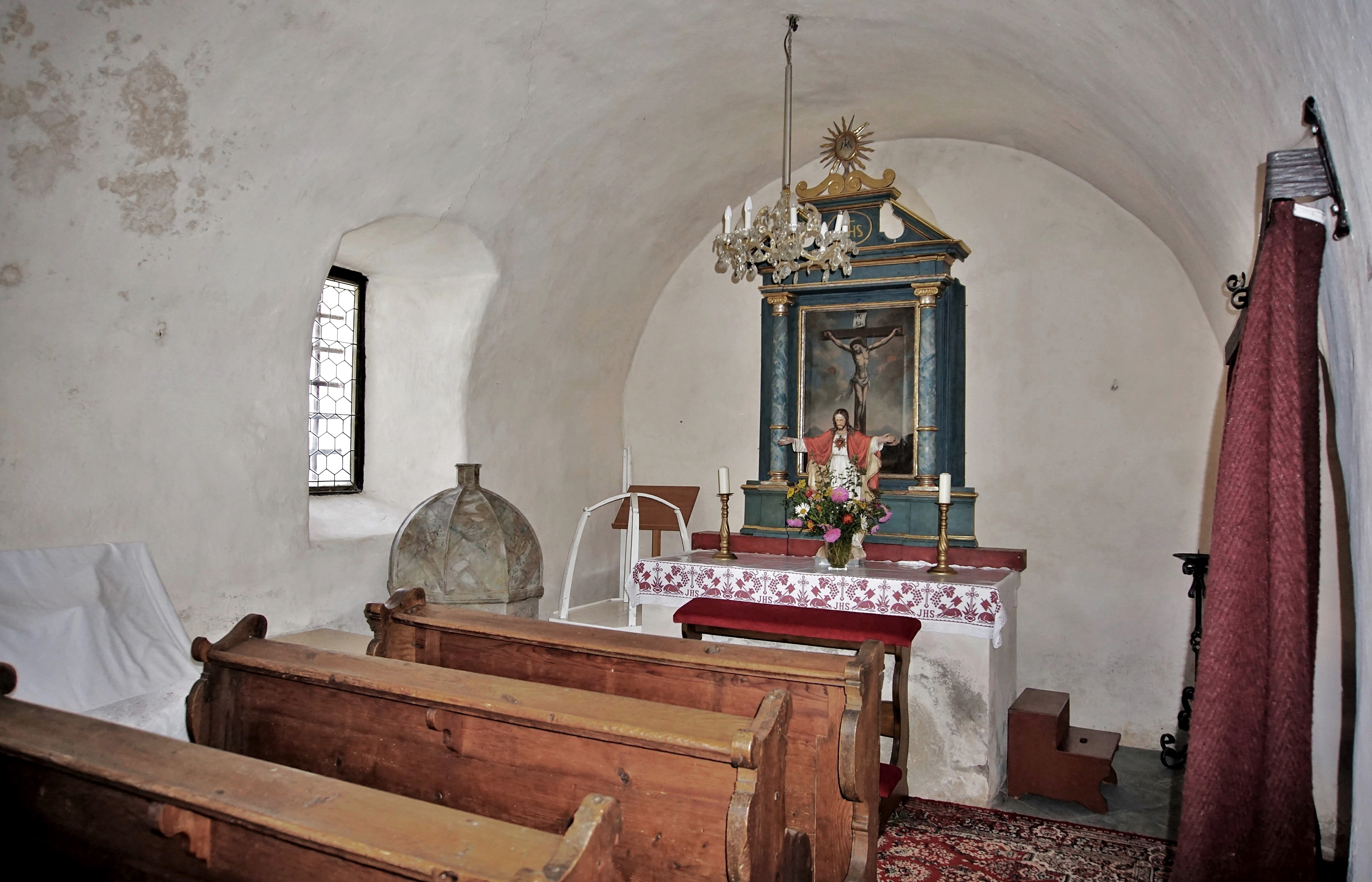
Blick in die Seitenkapelle
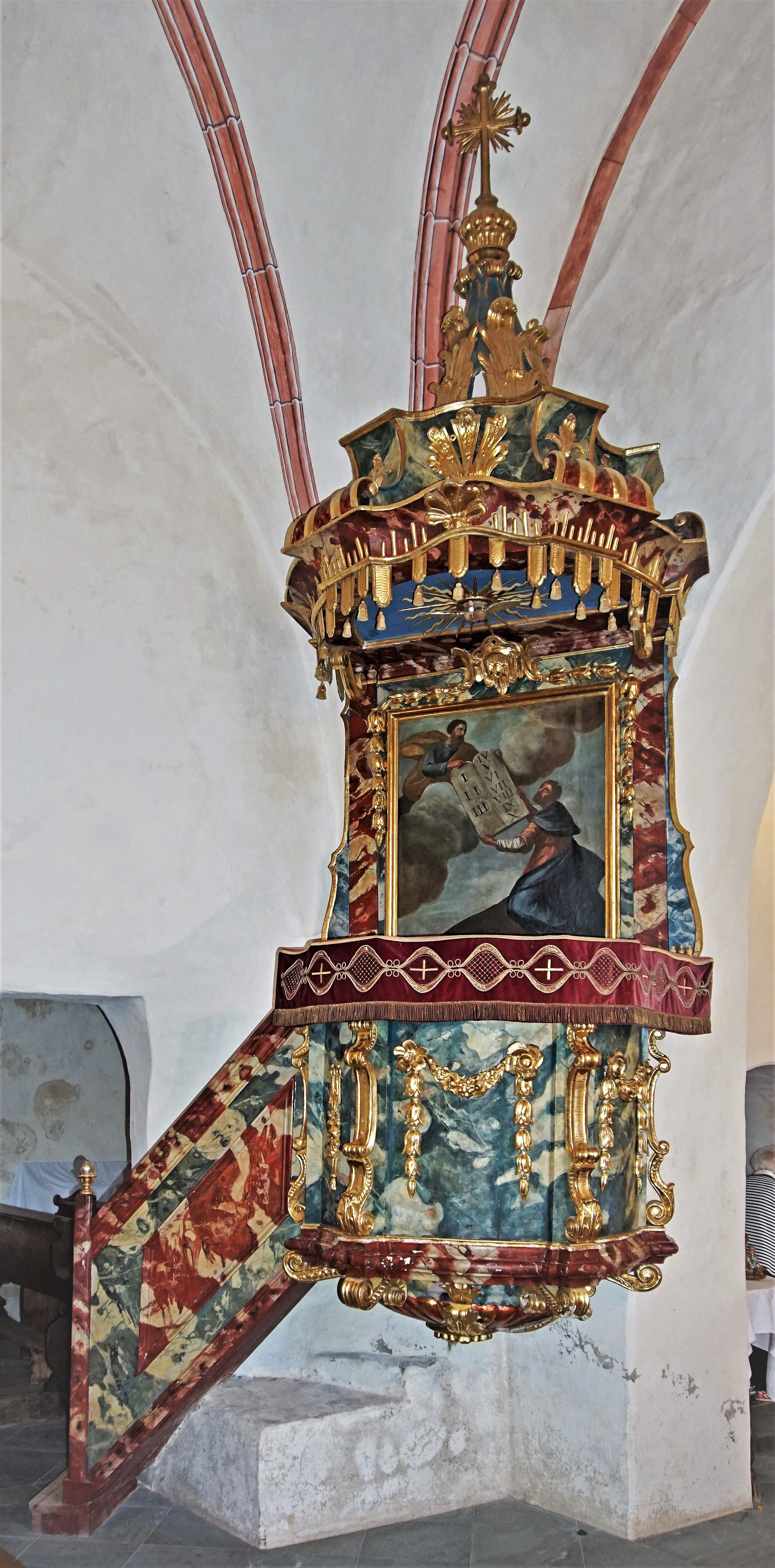
Die Kanzel
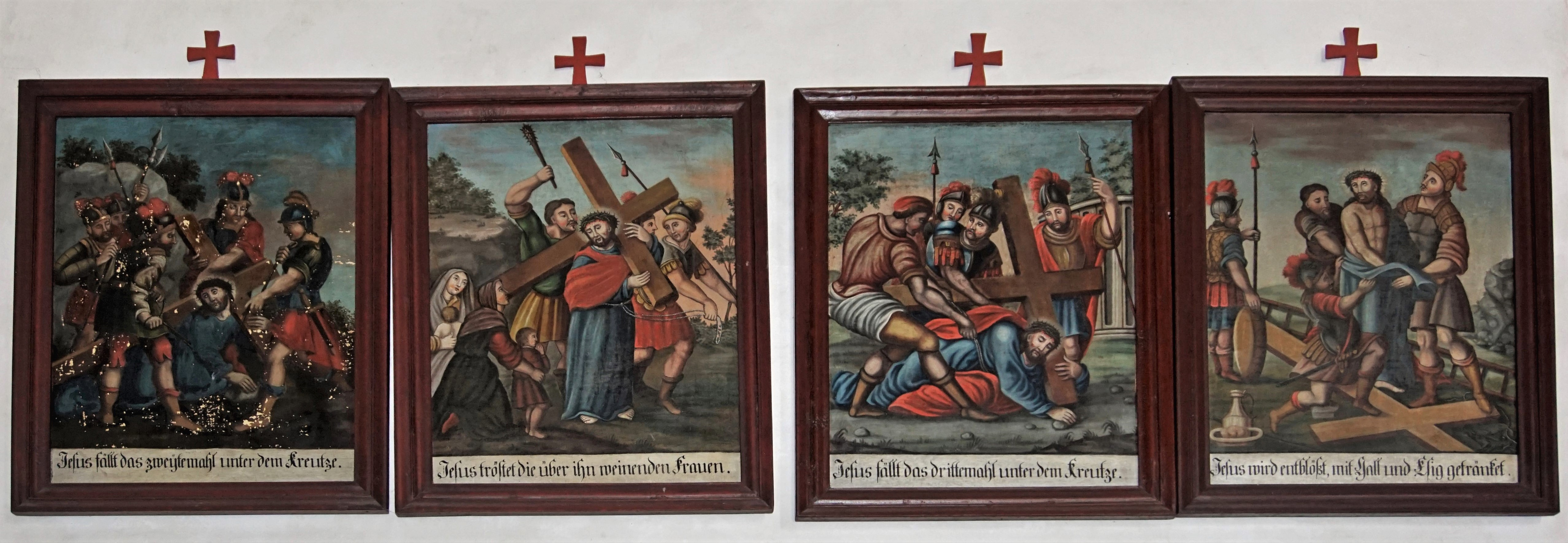
Kreuzweggemälde
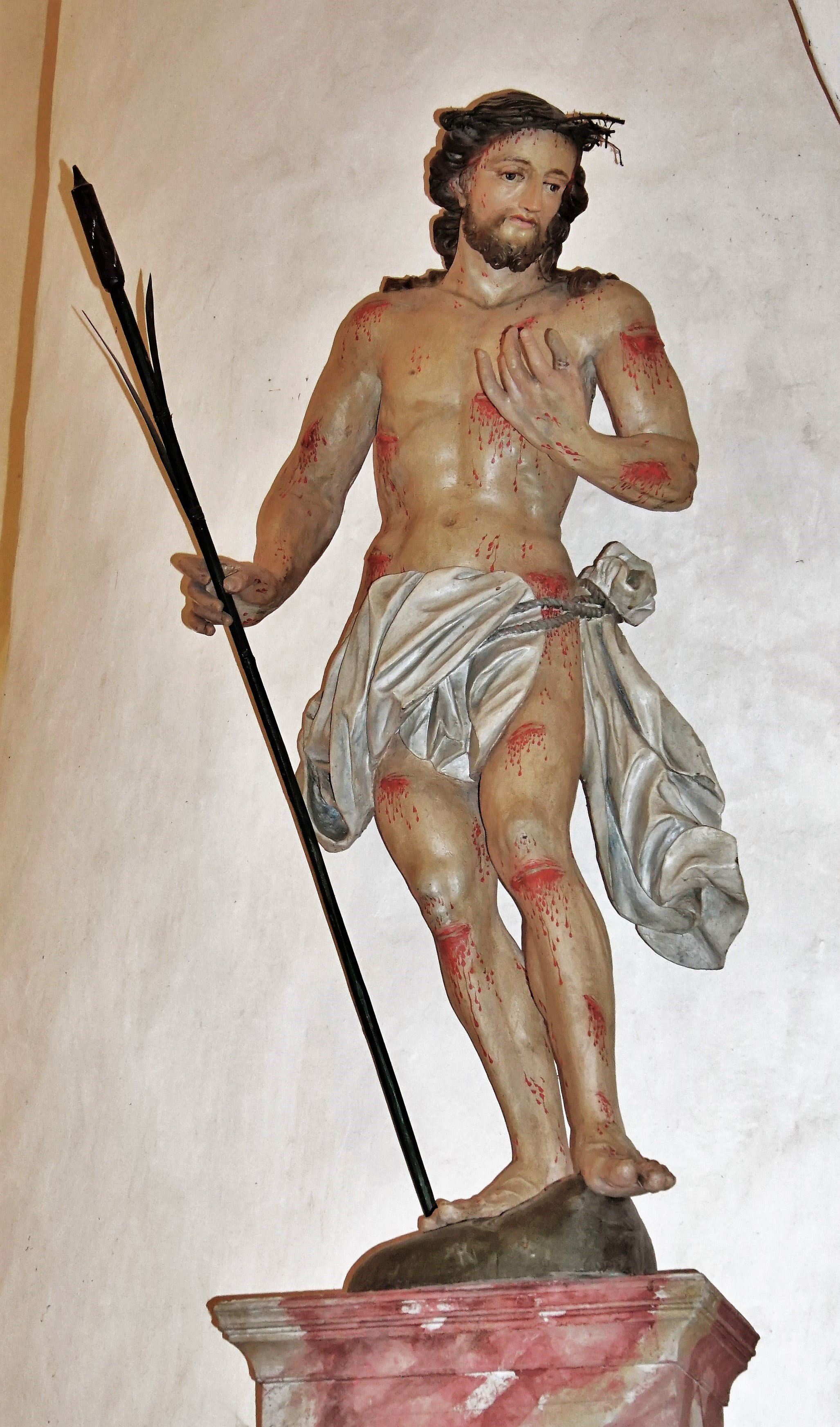
Ecce homo
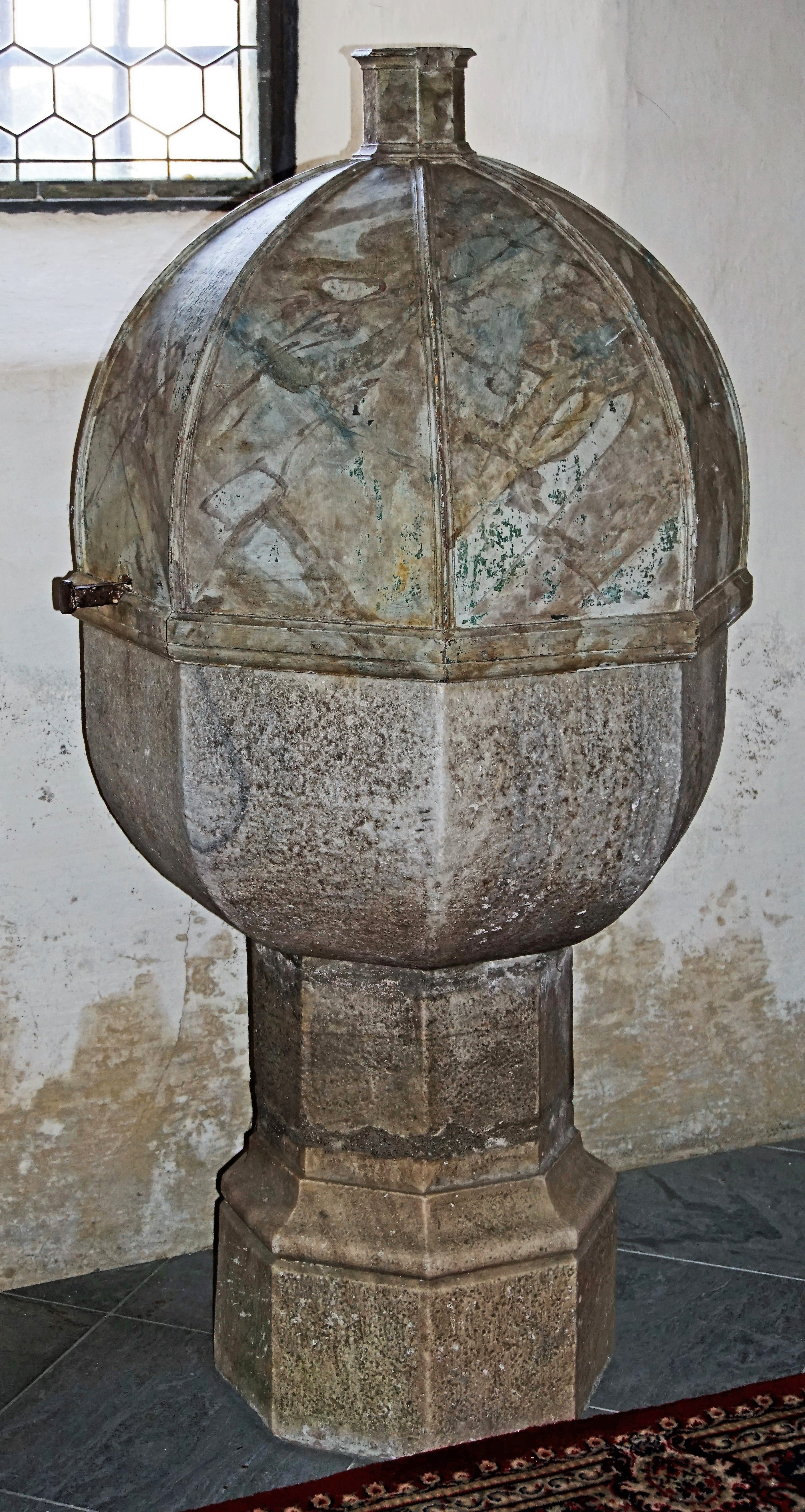
Gotischer Taufstein

## Karner
Der Karner ist ein um 1500 errichteter, dreigeschoßiger, spätgotischer Rundbau mit Kragsteinportal, schmalen Spitzbogenfenstern sowie einem geschweiften Kegeldach mit Türmchen. Das obere Geschoß diente als Wehrgeschoß. Davon zeugen die Schlüsselschießscharten unter dem Dachansatzes. Im Untergeschoß ist das Beinhaus untergebracht.